# Vi bär så många med oss
Vi bär så många med oss är en psalm av Svein Ellingsen. Den diktades på norska 1977 med originaltiteln Vi bærer mange med oss och översattes till svenska av Britt G Hallqvist 1980. Musiken är skriven av Bedrich Janacek år 1977.

## Publicerad i
- Norsk Salmebok 1985 som nr 657
- Den svenska psalmboken 1986 som nr 399 under rubriken "Kyrkan och nådemedlen".
- Finlandssvenska psalmboken 1986 som nr 191 under rubriken "Gudstjänsten".